# Dallithyris murrayi
Dallithyris murrayi är en armfotingsart som beskrevs av Muir-Wood 1959. Dallithyris murrayi ingår i släktet Dallithyris och familjen Terebratulidae. Inga underarter finns listade i Catalogue of Life.